# Rydzewo (powiat ciechanowski)
Rydzewo – wieś sołecka w Polsce, położona w województwie mazowieckim, w powiecie ciechanowskim, w gminie Ciechanów.
| SIMC    | Nazwa    | Rodzaj    |
| ------- | -------- | --------- |
| 0112839 | Romanowo | część wsi |

9 marca i 5 maja 1863 miały tu miejsce potyczki Powstania Styczniowego.
W latach 1975–1998 wieś należała administracyjnie do województwa ciechanowskiego.
Obok wsi przepływa niewielka rzeka Rosica, dopływ Wkry.
We wsi znajduje się dwór z pierwszej połowy XIX wieku oraz park dworski.